# Efraim Diveroli
Efraim Diveroli (Miami Beach, 20 dicembre 1985) è uno scrittore ed ex trafficante d'armi statunitense.
Ha fondato l'azienda AEY, Inc, con la quale ha fornito armi per il Dipartimento della Difesa degli Stati Uniti fino al 2008. Il governo degli Stati Uniti ha poi sospeso la AEY per aver violato un contratto di fornitura di munizioni all'Afghanistan: le munizioni di origine cinese erano state imballate in modo da modificarne la provenienza, non cinese ma camuffandole come albanesi,  violando così l’embargo americano sulle armi contro la Cina. Essendo stato il contratto molto pubblicizzato in ambienti militari e a causa anche dell'età dei fornitori – Diveroli aveva 21 anni e il partner David Packouz ne aveva 25 quando la AEY vinse la fornitura per le munizioni – l’esercito degli Stati Uniti iniziò una revisione delle sue procedure contrattuali.
Diveroli è stato condannato a quattro anni di carcere federale.
Dalla vicenda è stato tratto un film, Trafficanti di Todd Phillips, uscito nel 2016, e un libro di memorie scritto insieme a Matthew Cox e pubblicato nel 2016.

## Biografia
Diveroli è nato il 20 dicembre 1985 a Miami Beach, in Florida, figlio di Ateret e Michael Diveroli. È nato da una famiglia ebrea ortodossa osservante. Ha studiato all'Accademia Ebraica di Miami Beach. Suo nonno era di origine iraniana, Yoav Botach, ed era uno dei proprietari immobiliari più ricchi di Los Angeles, e suo zio è il famoso rabbino Shmuley Boteach.

## AEY Inc.

### Nascita dell'AEY
Diveroli tornò a casa a Miami Beach, in Florida, nel marzo 2001, all'età di quindici anni. Dopo una discussione con suo zio, disse a suo padre che voleva aprire un'attività specializzata nel commercio di armi, munizioni e contratti per la difesa con il governo degli Stati Uniti. Convinse suo padre a vendergli una società di comodo, la AEY, Inc., dal nome delle sue iniziali e di quelle dei fratelli, società che suo padre aveva costituito come azienda di stampa, ma che non aveva mai veramente attivato. Diveroli si dimostrò subito abile nel traffico d'armi e si fece rapidamente un nome nel settore.  La giovane età e l'apparente talento portarono i media locali ad etichettarlo come un "prodigio delle armi". Diveroli ebbe problemi di dipendenza da droghe, il che gli portò anche il soprannome di 'commerciante d'armi fattone'.
Durante la Guerra Fredda, il mondo assistette ad una lunga e massiccia corsa agli armamenti. Milioni di armi furono immagazzinate in tutta l'Europa orientale. Quando la Guerra Fredda finì e la minaccia di violenze iniziò ad attenuarsi, i trafficanti di armi iniziarono a spostare alcune di queste armi.  Le vendite che seguirono formarono il cosiddetto “mercato grigio” in cui acquirenti non statali (come milizie o gruppi terroristici) o acquirenti sanzionati dai governi potevano procurarsi armi attraverso vendite illegali da parte di governi stranieri. "Il Pentagono aveva bisogno di accedere a questo nuovo mercato secondario per armare le milizie che stava creando in Iraq e Afghanistan. Il problema era che non poteva entrare in un mondo sotterraneo così oscuro da solo. Aveva bisogno di delegati per fare il suo lavoro sporco: aziende come la AEY."

### Contratti
Diveroli iniziò a lavorare come commerciante d'armi da un monolocale a Miami. Utilizzando solo il suo pc, entrò nel settore comodamente dal suo divano. Iniziò a consultare i bandi per le forniture d'armi da siti come fbo.gov, o FedBizOpps, un sito web governativo dove venivano pubblicati i contratti. Iniziò quindi a fare offerte per piccoli contratti con l'aiuto finanziario di Ralph Merrill, con il quale fece affari durante il periodo in cui lavorava per suo zio. All'età di diciotto anni, Diveroli era diventato milionario continuando a battere grandi aziende come Northrop Grumman, Lockheed e BAE Systems . Secondo Rolling Stone, Diveroli aveva "una propensione al rischio e ambiva a prendersi tutto."
Dopo aver costantemente aumentato l'entità dei suoi contratti e aver ottenuto successo, la società di Diveroli , la AEY, Inc. si aggiudicò un contratto da 298 milioni di dollari dal Pentagono per fornire armi e munizioni alle forze alleate in Afghanistan. Per adempiere ai contratti del governo degli Stati Uniti, Diveroli si ritrovò presto a trattare con dubbi commercianti di armi, diplomatici disonesti e soldati di ventura; e a negoziare accordi con i ministri della difesa stranieri, a tenere riunioni presso le ambasciate e a rispondere alle chiamate di alti funzionari dell’esercito.
Il 27 marzo 2008, il governo degli Stati Uniti ha sospeso la AEY, Inc. per aver violato i termini del suo contratto in virtù di un preesistente embargo sulle armi, la società infatti venne accusata di aver fornito munizioni prodotte in Cina all'esercito nazionale afghano e alla polizia nazionale afghana. I documenti in possesso dell'esercito degli Stati Uniti mostrarono che la società aveva guadagnato più di 200 milioni di dollari in contratti per la fornitura di munizioni, fucili e altre armi in tutto il 2007. A seguito della pubblicità che ebbe la vicenda, l'esercito degli Stati Uniti iniziò una revisione delle sue procedure contrattuali..
Venne stabilito da un ente nazionale che le munizioni erano "inutilizzabili".  La AEY inoltre non aveva rispettato numerosi contratti precedenti, avendo inviato elmetti potenzialmente pericolosi e non avendo consegnato 10.000 pistole Beretta all'Iraq.
L'ex partner di Diveroli, David Packouz, e Ralph Merrill, l'ex finanziatore del gruppo, hanno successivamente intentato azioni legali separate contro Diveroli chiedendo il pagamento di milioni di dollari che, affermarono, erano dovuti in base al contratto sulle armi con il governo degli Stati Uniti.

### Processo e condanna
Una società di proprietà di Diveroli, la Ammoworks, ha continuato a vendere armi mentre aspettava il processo per cospirazione. Alla fine dell'agosto 2008, Diveroli si è dichiarato colpevole ed è stato condannato a quattro anni di carcere il 4 gennaio 2011. È stato ulteriormente condannato per possesso illegale di un'arma mentre era fuori su cauzione e la sua pena complessiva è stata ridotta per aver collaborato alle indagini dell'accusa.  L'ex compagno di Diveroli, David Packouz, è stato condannato a sette mesi di arresti domiciliari.

## Trafficanti
Dalla vicenda della AEY e i suoi contratti col governo degli Stati Uniti è stato tratto il film di Todd Phillips del 2016 Trafficanti, con Jonah Hill nei panni di Diveroli e Miles Teller nei panni del suo partner, David Packouz, basato su un reportage del giornalista canadese Guy Lawson per Rolling Stones. Nel 2016, Diveroli ha intentato una causa contro la Warner Bros. Entertainment Inc., il regista Todd Phillips, il produttore Bradley Cooper e altri, cercando di bloccare l'uscita del film. Secondo Diveroli infatti il film fu tratto dal suo libro di memorie autopubblicato Once A Gun Runner, e non da un articolo giornalistico, libro che il truffatore immobiliare Matthew Cox afferma di aver scritto mentre era in prigione con Diveroli.